# ليون فلايشر
ليون فلايشر (1928 - 2020)، (بالإنجليزية: Leon Fleisher)‏ هو عالم موسيقى وعازف بيانو أمريكي، ولد في 23 يوليو 1928 في سان فرانسيسكو في الولايات المتحدة.
توفي يوم 2 أغسطس 2020.

## وصلات خارجية
- الموقع الرسمي
- ليون فلايشر على موقع الموسوعة البريطانية (الإنجليزية)
- ليون فلايشر على موقع ميوزك برينز (الإنجليزية)
- ليون فلايشر على موقع إن إن دي بي (الإنجليزية)
- ليون فلايشر على موقع أول ميوزيك (الإنجليزية)
- ليون فلايشر على موقع ديسكوغز (الإنجليزية)